# 老茔顶遗址
老茔顶遗址，位于山东省烟台市莱山区解家庄镇北水桃林村，是中华人民共和国山东省文物保护单位之一。
2006年12月7日，授予山东省文物保护单位，是一座古遗址。